# Mjuasjön (Fridlevstads socken, Blekinge)
Mjuasjön är en sjö i Karlskrona kommun i Blekinge och ingår i Lyckebyån-Nättrabyåns kustområde.